# Julian Pye Bliss
Julian Pye Bliss (Chicago, 29 de mayo de 1872-Chicago, 6 de julio de 1946) fue un deportista estadounidense que compitió en ciclismo en la modalidad de pista. Ganó dos medallas en el Campeonato Mundial de Ciclismo en Pista de 1893, plata en la prueba de 10 km y bronce en velocidad individual.

## Medallero internacional
| Campeonato Mundial | Campeonato Mundial       | Campeonato Mundial | Campeonato Mundial       |
| Año                | Lugar                    | Medalla            | Competición              |
| ------------------ | ------------------------ | ------------------ | ------------------------ |
| 1893               | Chicago (Estados Unidos) | Medalla de plata   | 10 km (A)                |
| 1893               | Chicago (Estados Unidos) | Medalla de bronce  | Velocidad individual (A) |